# Van der Valk (Hotelkette)

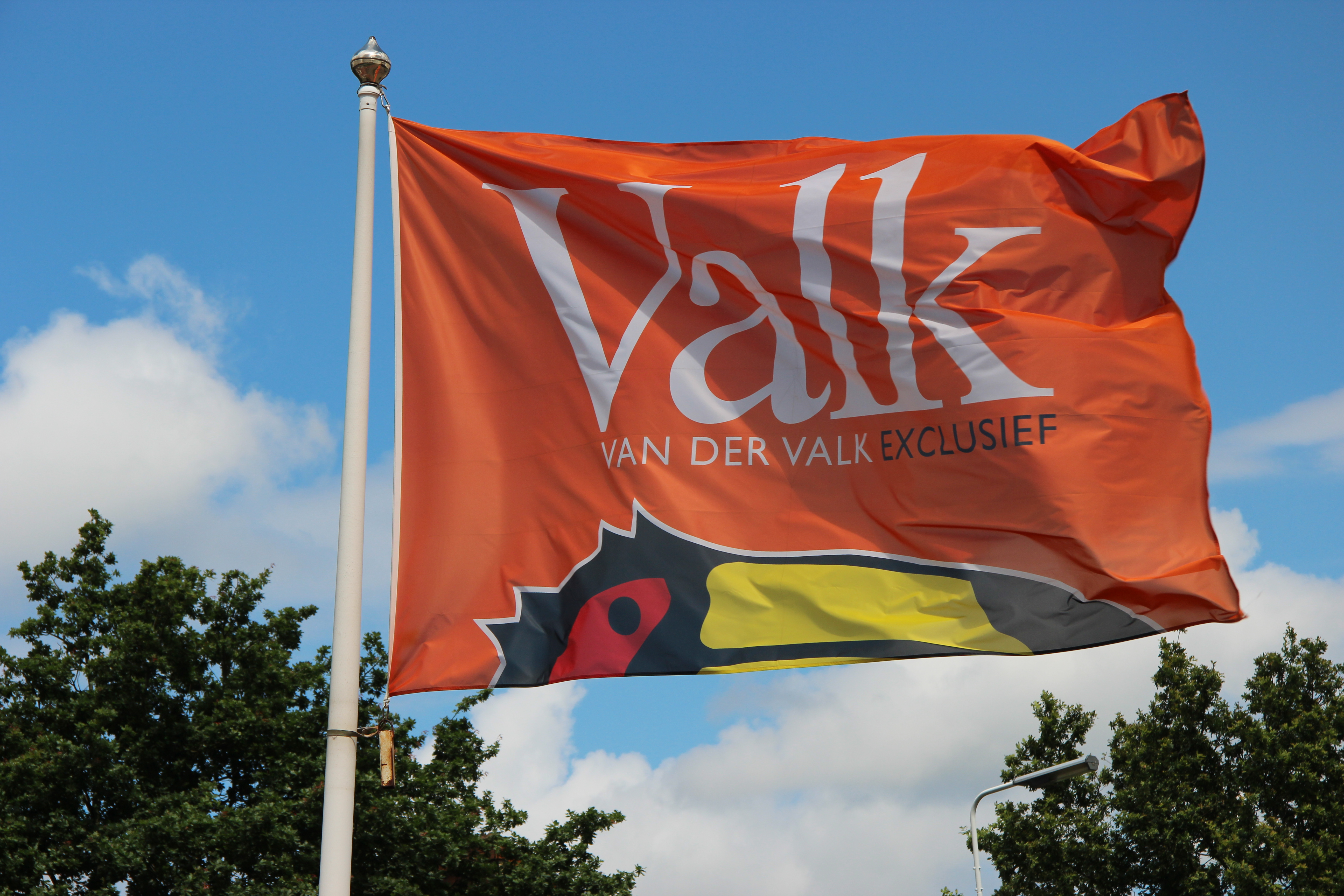
Van der Valk Flagge am Van der Valk Hotel Leiden

Van der Valk Hotels & Restaurants ist die größte niederländische Hotelkette. Sie hat ihren Ursprung in einem 1862 eröffneten Café in Voorschoten und umfasst ca. 93 Hotels. Sie wird von der Familie Van der Valk in der vierten Generation geführt. In Deutschland unterhält die Kette elf Hotels, die von der Van der Valk Deutschland GmbH koordiniert werden. Das Logo der Hotelkette stellt einen stilisierten Tukan dar.
Neben dem Geschäft mit Hotels, Restaurants und Ferienhäusern gehören auch zwei Skihallen zum Konzern.

## Geschichte
Das erste Van-der-Valk-Hotel wurde 1939 von dem Ehepaar Martien und Riet van der Valk auf Grundlage des 1929 übernommenen Cafés „De Gouden Leeuw“ gegründet. Es befand sich auf einem Bauernhof, den Nicolaas van der Valk 1862 gekauft hatte. Familie Van der Valk übernahm 1956 den Vogelpark Avifauna mit Hotel und Restaurant in Alphen aan den Rijn und betrieb ihn bis 2012, seitdem ist eine Stiftung Betreiber des Vogelparks. Nach dem Zweiten Weltkrieg expandierte das Unternehmen durch die Aktivitäten der Kinder der Gründerfamilie. Dies wurde durch die Bestrebungen von Martien van der Valk bestärkt, dass jedes seiner Kinder ein eigenes Unternehmen erwirtschaften und unterhalten solle. Diese Philosophie wird in abgewandelter Weise bis heute weiterverfolgt. So ist der Konzern seit dem Jahr 2000 als Franchise-Unternehmen strukturiert, jedoch mit der Auflage, dass jeder Franchise-Nehmer ein Nachkomme des Gründers sein soll.
1986 begann mit der Eröffnung des Hotels in Moers die Expansion nach Deutschland.
Die Hotels und Restaurants der Van-der-Valk-Kette leben laut eigenen Angaben von einer herzlichen, familiären Atmosphäre, die aus der Familienstruktur des Unternehmens resultiert. Die Hotels selbst sind meist auf Familien ausgerichtet.

## Angebote
Zu den Hotels zugehörig sind meist Restaurants, die sich nicht nur an die Hotelbesucher richten. Daneben existieren an zwei Standorten in Deutschland zudem Ferienhäuser, die etwas verteilt nicht weit entfernt von den jeweils assoziierten Hotelanlagen stehen.
Die einzelnen Niederlassungen bieten jeweils unabhängig voneinander verschiedene Arrangements an, die meist in der Nähe gelegene Touristenhöhepunkte beinhalten und vermitteln. So gibt es unter anderem an Familien und Paare gerichtete Arrangements, Aktiv- und Wellnessangebote sowie saisonale Angebote wie zu Ostern, Weihnachten oder speziellen Feiertagen. Viele Hotels bieten zudem die Ausrichtung von Hochzeiten an. Weiterhin bestehen spezielle Angebote an Geschäftsreisende und Unternehmen.
Der Van-der-Valk-Konzern unterhält zudem anderweitige Niederlassungen in Deutschland, wie die Skihallen Alpincenter Bottrop und alpincenter Hamburg-Wittenburg und die Wasserskilift-Anlage am Kiessee Neu Zachun.

## Hotels in Deutschland
| Bezeichnung              | Standort                 |
| ------------------------ | ------------------------ |
| Hotel Moers              | Moers                    |
| Hotel Gladbeck           | Gladbeck                 |
| Hotel Melle-Osnabrück    | Melle                    |
| Hotel Hamburg-Wittenburg | Wittenburg               |
| Landhotel Spornitz       | Spornitz                 |
| Hotel Hildesheim         | Hildesheim               |
| Golfhotel Serrahn        | Serrahn (Kuchelmiß)      |
| Resort Linstow           | Linstow (Dobbin-Linstow) |
| Naturresort Drewitz      | Nossentiner Hütte        |
| Hotel Berlin Brandenburg | Blankenfelde-Mahlow      |
| Airporthotel Düsseldorf  | Düsseldorf               |